# Hydroporus nevadensis
Hydroporus nevadensis är en skalbaggsart som beskrevs av Sharp 1882. Hydroporus nevadensis ingår i släktet Hydroporus och familjen dykare. Inga underarter finns listade i Catalogue of Life.